# Scénario de bande dessinée
 (mai 2025).
Pour les articles homonymes, voir Scénario (homonymie).
Un scénario de bande dessinée est un document écrit ou dessiné, destiné à être mis en images de façon que le résultat devienne une bande dessinée. Rédigé de manière plus ou moins précise, sous forme textuelle, visuelle ou sous forme de synopsis, il constitue une étape qui préexiste, d'une manière ou d'une autre, à la plupart des bandes dessinées. 
Du point de vue du lecteur, le « scénario » d'une bande dessinée désigne plus largement sa trame narrative, ce qui y est raconté.
Le scénariste de bande dessinée est celui qui conçoit la trame narrative, les dialogues et effectue la plupart du temps le découpage en cases et en planches.
Le travail de réalisation graphique est confié au dessinateur et au coloriste (qui peuvent être la même personne).
Lorsque l'auteur d'un album ou d'une série cumule les fonctions de scénariste et de dessinateur, on parle parfois d'auteur complet.

## Le scénario écrit
Il prend habituellement la forme suivante, où le numéro de la planche est suivi de celui de la case et d'une description de la scène et des dialogues :
Planche 6, Case 1 :

(Alain et Catherine boivent chacun une micro-gorgée d’un café ultra concentré. Leurs yeux s’écarquillent.)

Alain : « On vient peut-être d’inventer le café le plus puissant du monde. »

Catherine : « Ou d’ouvrir un portail vers une autre dimension. »
Case 2 :

(Derrière eux, un vortex lumineux s’ouvre dans le mur de la cuisine.)

Voix du portail : « Bienvenue, Élus. »

Alain et Catherine (en chœur) : « Je le savais. »
Et ainsi de suite...
| Image externe | |
|               | Scénario d'une planche de Modeste et Pompon tapée à la machine par Goscinny et dessinée par Franquin. |

### Méthodes alternatives
Il existe néanmoins d’autres méthodes, comme celle utilisée par Jodorowsky pour scénariser L'Incal : il n’avait initialement pas de scénario écrit, mais racontait et mimait ses idées à Mœbius, qui en dessinait les grandes lignes sous forme de storyboard. Leur conversation était enregistrée sur bande, et ils modifiaient ensemble l’intrigue au fur et à mesure.

## Le storyboard

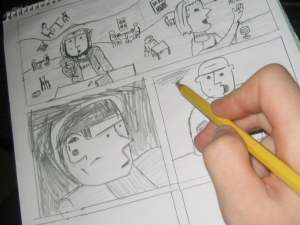
Storyboard sommaire d'une BD basé sur un scénario écrit.

Le storyboard d’une bande dessinée est une sorte d’ébauche dessinée, habituellement basée sur un scénario écrit, quand il ne constitue pas lui- même le scénario. Il permet de planifier la mise en scène de l’histoire avant de la dessiner « au propre ». C’est un outil essentiel pour voir si l’histoire « fonctionne » visuellement et narrativement avant de passer à l’étape finale du dessin. 
Il peut être très sommaire (presque des bonshommes bâtons) ou plus travaillé selon l'auteur, qui peut être le scénariste lui-même ou le dessinateur. Il sert à organiser :
- Le découpage des pages : combien de cases par page, comment elles sont agencées
- Le contenu de chaque case : les actions, les personnages, les décors
- Le rythme du récit : où placer les moments de tension, de calme, les dialogues
- La disposition des bulles : qui parle, quand, et dans quel ordre.

| Image externe |                                           |
|               | Storyboard détaillé de la série Blacksad. |